# گویوک (آغجه‌آباد)
کویوک یا گویوک (به لاتین: Köyük یا Göyük) یک منطقه مسکونی در جمهوری آذربایجان است که در شهرستان آغجه‌آباد واقع شده است. گویوک ۷۳۷ نفر جمعیت دارد.